# Контрада Сан Репарата (Терамо)
Контрада Сан Репарата (итал. Contrada San Reparata) је насеље у Италији у округу Терамо, региону Абруцо.
Према процени из 2011. у насељу је живело 23 становника. Насеље се налази на надморској висини од 322 м.